# 13350 Ґмелін
13350 Ґмелін (13350 Gmelin) — астероїд головного поясу, відкритий 20 вересня 1998 року.
Тіссеранів параметр щодо Юпітера — 3,169.